# Dolly Alderton
Dolly Alderton (London, 31. kolovoza 1988.) je britanska novinarka.

## Životopis
Britansko-kanadskog porijekla, rođena je kao Hannah Alderton. Studirala je novinarstvo. Magistrirala je na Sveučilištu u Londonu, Karijeru započela u listu The Sunday Times. Pozornost javnosti stekla svojim mladalačkim kolumnama.

## Djela
Njena knjiga Sve što znam o ljubavi (Everything I Know About Love, 2018.) bila je veliki hit u Velikoj Britaniji.
- Sve što znam o ljubavi, 2020., mladalačka knjiga (naslov eng. izvornika Everything I Know About Love; prevoditelj: Branka Maričić) ISBN 978-953-313-768-1
- Nestale ljubavi, 2021. (prevoditelj: Saša Stančin)

## Nagrade
- 2018. – nagrada National Book Award za najbolju autobiografiju godine za djelo Sve što znam o ljubavi[7][8]

## Vanjske poveznice
- Dolly Alderton u internetskoj bazi filmova IMDb-u (engl.)